# Élections législatives japonaises de 1946
Les élections législatives japonaises de 1946 (第22回衆議院議員総選挙, Dai-nijūni-kai Shūgiin-giin sōsenkyō) sont les premières organisées après la Seconde Guerre mondiale et ont pour but d'élire les membres de la chambre des représentants de la Diète du Japon. Elles ont lieu le 10 avril 1946.
Les électeurs avaient un, deux, ou trois votes selon le nombre de députés élus dans leurs circonscriptions. Le Parti libéral du Japon sort gagnant de ces élections avec 141 sièges sur 466. Le taux de participation est de 72,1 % et c'est la première fois que les femmes peuvent voter.
39 femmes sont élues députées lors de ce scrutin. Les droits de vote et d'éligibilité venaient en effet de leur être accordé.

## Résultats
|                      |                             |            |       |        |
| Parti politique      | Parti politique             | Votes      | %     | Sièges |
|                      | Parti libéral du Japon      | 13 505 746 | 24,36 | 141    |
|                      | Parti progressiste du Japon | 10 350 530 | 18,67 | 94     |
|                      | Parti socialiste japonais   | 9 924 930  | 17,90 | 93     |
|                      | Parti communiste japonais   | 2 135 757  | 3,85  | 5      |
|                      | Parti coopératif japonais   | 1 799 764  | 3,25  | 14     |
|                      | Autres partis               | 6 488 032  | 11,70 | 38     |
|                      | Indépendants                | 11 244 120 | 20,28 | 81     |
|                      | Vacant                      |            |       | 2      |
|                      |                             |            |       |        |
| Votes valides        | Votes valides               | 55 448 879 | 99,08 |        |
| Votes blancs ou nuls | Votes blancs ou nuls        | 515 386    | 0,92  |        |
| Total                | Total                       | 55 964 265 | 100   | 468    |
| Votants              | Votants                     | 26 582 175 | 72,08 |        |
| Abstention           | Abstention                  | 10 296 245 | 27,92 |        |
| Inscrits             | Inscrits                    | 36 878 420 | 100   |        |